# Memecylon confertiflorum
Memecylon confertiflorum är en tvåhjärtbladig växtart som beskrevs av Célestin Alfred Cogniaux. Memecylon confertiflorum ingår i släktet Memecylon och familjen Melastomataceae. Inga underarter finns listade i Catalogue of Life.